# سیارک ۳۱۷۳
سیارک ۳۱۷۳ (به انگلیسی: 3173 McNaught، نامگذاری:1981WY) سه هزار و صد و هفتاد و سومین سیارک کشف شده‌است که در ۲۴ نوامبر ۱۹۸۱ کشف شد.
قدر مطلق سیارک برابر ۱۳٫۲۰ است.